# 昌果乡 (萨嘎县)
昌果乡（藏語：འཕྲང་སྒོ་），是中华人民共和国西藏自治区日喀则市萨嘎县下辖的一个乡镇级行政单位。

## 行政区划
昌果乡下辖以下地区：
昌果村、古郁村、亚卡亚村和日拉村。